# Le Mée-sur-Seine
Le Mée-sur-Seine település Franciaországban, Seine-et-Marne megyében. Lakosainak száma 19 527 fő (2022. január 1.). Le Mée-sur-Seine Dammarie-les-Lys, Vert-Saint-Denis, Boissettes, Boissise-la-Bertrand és Melun községekkel határos.

## Népesség
A település népességének változása:
| Lakosok száma | 20 713 | 20 756 | 20 917 | 20 816 | 21 071 | 20 917 | 20 677 | 20 207 | 19 527 |
|               | 2013   | 2015   | 2016   | 2017   | 2018   | 2019   | 2020   | 2021   | 2022   |